# Le Cyclope
Pour les articles homonymes, voir Cyclope (homonymie).
Le Cyclope (en grec ancien Κύκλωψ / Kúklops) est un drame satyrique d'Euripide, probablement écrit vers 424 ou 425 av. J.-C. C'est le seul exemple de ce genre antique à avoir intégralement survécu. Il traite de l'épisode d'Ulysse vainqueur du Cyclope.

## Genèse et histoire
La date de création du Cyclope est incertaine. Georg Kaibel estima que la pièce était vraisemblablement une œuvre de jeunesse d'Euripide, antérieure à toutes ses tragédies (donc antérieure à Alceste datée de 431 av. J.-C) en raison de la présence dans la pièce de thèmes présents dans Alceste et l'Hécube mais développés de manière moins habile. Louis Méridier identifie des ressemblance entre la pièce et Les Cavaliers et Les Acharniens d'Aristophane considérant la pièce comme antérieure aux Cavaliers (datée de 424 av. J.-C).

## Résumé

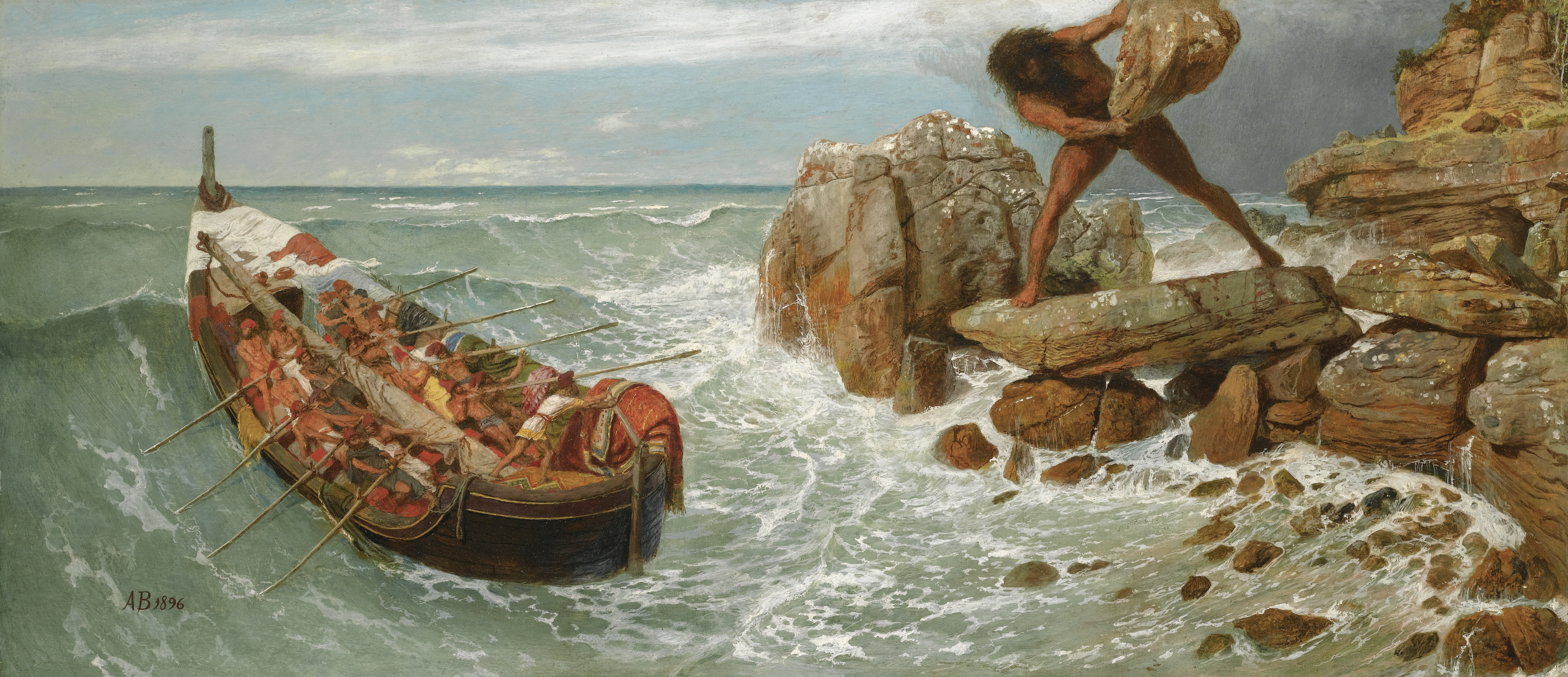
Ulysse et Polyphème par Arnold Böcklin (1896)

### Personnages
- Silène
- Ulysse
- Polyphème

- Chœur de satyres

### Plan
La pièce est découpée en dix parties et décrit la rencontre entre Ulysse et Polyphème durant l'Odyssée.
- I. Silène, le chœur, Ulysse.
- II. Silène, le chœur, Polyphème.
- III. Silène, le chœur, Polyphème, Ulysse.
- IV. le chœur.
- V. Ulysse.
- VI. Silène, le chœur, Ulysse, Polyphème.
- VII. le chœur, Ulysse.
- VIII. le chœur, Ulysse.
- IX. le chœur, Polyphème.
- X. le chœur, Ulysse, Polyphème.

### Argument
La scène s'ouvre sur le personnage de Silène sortant d'une grotte. Il raconte qu'après avoir été toujours aux côtés de Dionysos, il en fut séparé par la colère d'Héra, qui déchaîna contre Dionysos un peuple, les Cyclopes, afin qu'ils aillent le vendre au loin. Silène partit alors en mer à sa recherche avec ses garçons qui forment le chœur des satyres; ils s'échouèrent sur l'Etna où vivent les Cyclopes, fils de Poséidon et peuple de bergers, parmi lesquels figure Polyphème, celui qu'ils servent désormais et dont ils gardent le troupeau de brebis.
Survient Ulysse, qui demande aux satyres qu'on lui vende des vivres pour lui et ses compagnons qui viennent d'accoster. Ulysse, qui essaie de trouver des vivres pour son équipage, vend la liqueur de Dionysos, un vin enivrant et somnifère que Maron, le fils de Dionysos, lui avait offert dans une outre qui se remplit d'elle-même, en échange de viande et de fromage qui appartiennent au cyclope.
Polyphème surgit pendant l'échange entre Ulysse et Silène, qui ordonne à Ulysse et ses compagnons de se cacher dans la grotte, mais les trahit en disant au Cyclope que les étrangers tentaient de lui voler sa nourriture et complotaient pour le tuer. Ulysse se défend mais le Cyclope mange deux de ses compagnons. Polyphème emprisonne le reste de l'équipage, projetant de le manger car la viande des brebis ne lui convient plus.
Ulysse use d'une ruse pour tromper le Cyclope et permettre à ses compagnons et à lui-même de s'enfuir. Il se présente au Cyclope comme un homme du nom de Personne, qui lui apporte du vin, dont les Cyclopes sont naturellement friands. Le Cyclope se laisse prendre par la ruse d'Ulysse et accepte la liqueur de Dionysos, en promettant à Ulysse qu'il sera le dernier à être mangé. Ulysse lui fait boire le vin en grande quantité, non seulement pour s'assurer de son inconscience mais aussi car il doit être le seul à en boire : les autres Cyclopes seraient capables de provoquer un affrontement pour ce vin.  
Le Cyclope s'endort et Ulysse exhorte les satyres à venir l'aider à enfoncer un pieu brûlant dans l'œil unique du Cyclope. Ceux-ci prétendent souffrir et se mettent à boiter; ils encouragent Ulysse uniquement par le chant. Ulysse crève l'œil du Cyclope, ce qui sort celui-ci de son état d'ivresse. Ivre de rage, Polyphème cherche à dévorer l'ensemble de l'équipage. Mais les compagnons d'Ulysse parviennent à s'échapper de la caverne. 
Polyphème appelle alors ses compagnons cyclopes à l'aide. Ceux-ci lui demandent qui l'a attaqué, et Polyphème leur répond avec colère : "C'est Personne ! C'est Personne qui m'a crevé l'œil !". Les autres Cyclopes le pensent fou et ne s'en préoccupent plus. Le coryphée se moque ensuite du Cyclope aveuglé et s'amuse de la méprise sur le nom de Personne qu'Ulysse s'est donné devant le Cyclope par ruse.  
Les satyres intègrent finalement l'équipage d'Ulysse, qui poursuit son voyage, et promettent de servir désormais toujours Dionysos.

## Adaptations et mises en scène notables
En 2011, la pièce est mise en scène sous la forme d'un Opéra-rock: « Cyclops: A Rock Opera » joué au Pasadena Playhouse (Pasadena). 
Le cyclope est mis en scène en 2012 par Christian Esnay aux côtés de 3 autres pièces : Hécube, Hélène et Oreste. 
En 2013, des étudiants de Stanford traduisent la pièce du grec et la mettent en scène dans un environnement moderne et urbain. Ulysse et son équipage sont incarnés par les membres d'un groupe de musique qui se trouvent séquestrés dans le manoir d'une personnalité hollywoodienne.